# Atti impuri all'italiana
Atti impuri all'italiana è un film italiano del 1976 diretto da Oscar Brazzi.

## Trama
A Montecatini Terme, morto il medico del paese, giunge la dottoressa Èlia Bonvicini che coglie tutti di sorpresa per il fatto di essere donna, giovane e attraente. L'ambulatorio comunale, in completo stato di abbandono, viene subito ripulito e si affolla tanto di donne quanto di uomini, tutti malati di sessualità frustrata. La Bonvicini, moderna e senza scrupoli, con adeguati consigli e con personali esempi di liberalizzazione sessuale, rimette tutti in carreggiata. Don Firmino, un anziano di larghe vedute, non ostacola la situazione, anzi, quando nel consiglio comunale l'omosessuale 'Occhiofino' si fa promotore di una mozione per l'allontanamento di Èlia, Don Firmino si schiera con il sindaco Gedeone e ottiene l'unanimità per la riconferma.
Intanto, essendo la dottoressa ospite della casa del sindaco, può favorire le nozze tra Rosalba, figlia di Gedeone, e Cecco, figlio di un comunista accanito: lo strumento per l'operazione consigliato dalla dottoressa è quello del 'fatto compiuto'. Ma anche Gedeone, vedovo da molto tempo, ottiene la sua vittoria, sposando la Bonvicini. Il figlio del sindaco, Roberto, a sua volta spasimante della dottoressa, si trasferisce a Milano per completare gli studi e dopo aver fatto il militare, prima del giuramento, in occasione di una vacanza di riposo si trova nel letto la matrigna.

## Colonna sonora
La colonna sonora del film è stata composta da Aldo e Adalberto Bettini.